# Cordillera de Donets
La cordillera de Donets o montes de Donets (en ucraniano, Донецький кряж; en ruso: Донецкий кряж) es un conjunto de colinas situado en el sur de la llanura de Europa Oriental, en la frontera entre Ucrania y Rusia. Esta denominación apareció por primera vez en 1827 en los estudios del geólogo Ye. R. Kovalevski. El área total que cubren los montes es de 23.000 km², se extiende a lo largo de 370 km y su anchura es de 160 km. Su altura media es de entre 200 y 300 metros y la máxima son los 367.1 m de la colina Moguila Mechetna, junto a Petrovo-Krasnosilia, en el óblast de Lugansk.
El territorio de la cordillera está incluido en el Parque paisajístico de la Cordillera de Donets.

## Geología
La cadena de montañas de Donets es una elevación del terreno de carácter montañoso tanto en los espacios interfluviales como en los valles. Su altura media es de 200 a 300 m. Su punto más alto es el monte Moguila Mechetna, que se eleva 367 m sobre el nivel del mar. La superficie está profundamente erosionada por los valles fluviales, los barrancos y los torrentes.
Su estructura geológica está formada por depósitos de diversos materiales sometidos a la dislocación tectónica y desplazados por la acción de las fallas, y originados en los períodos carbonífero, pérmico y triásico: arenisca, argilita, aleutolito, calizas y carbón, con potencias de varios kilómetros. A ellos se vinculan los enormes yacimientos de carbón de la Cuenca Carbonífera de Donetsk.
En los lugares en los que se hallan depósitos de roca caliza, hipoanhídridos y sal gema, se producen fenómenos kársticos generadas por el derrubio de estos minerales por las aguas superficiales y subterráneas. La extracción de sal, salmuera, y carbones generan cámaras vacías que se cierran bajo la presión de las capas minerales superiores, asentando el terreno. 
El paisaje se ve completado por profundas canteras, colinas formadas por escombreras y zonas hundidas. Los aljibes y sistemas de riego modifican la estructura de los aljibes y sumideros superficiales y subterráneos.

## Galería

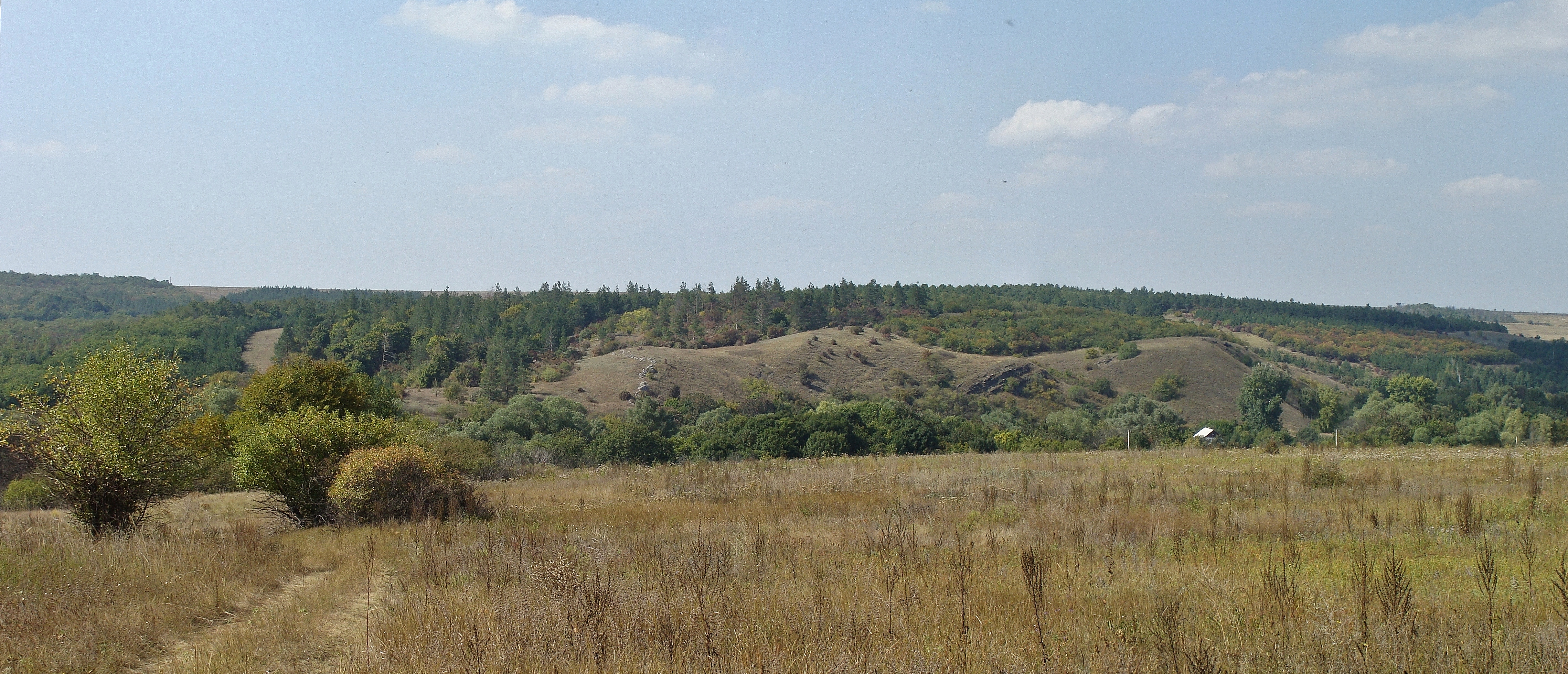
Alrededores de Rusko-Orlivka.
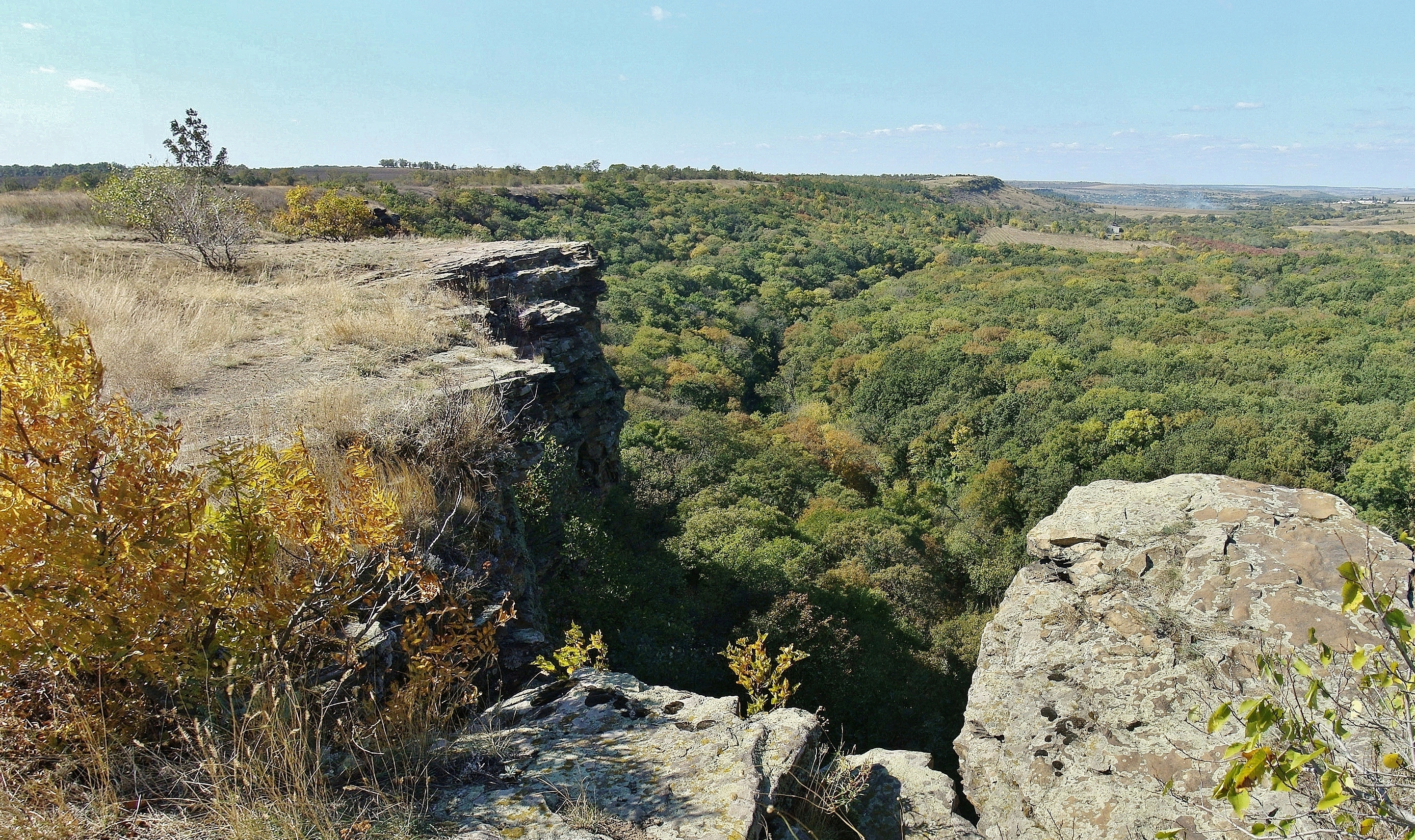
Valle del río Krinka.
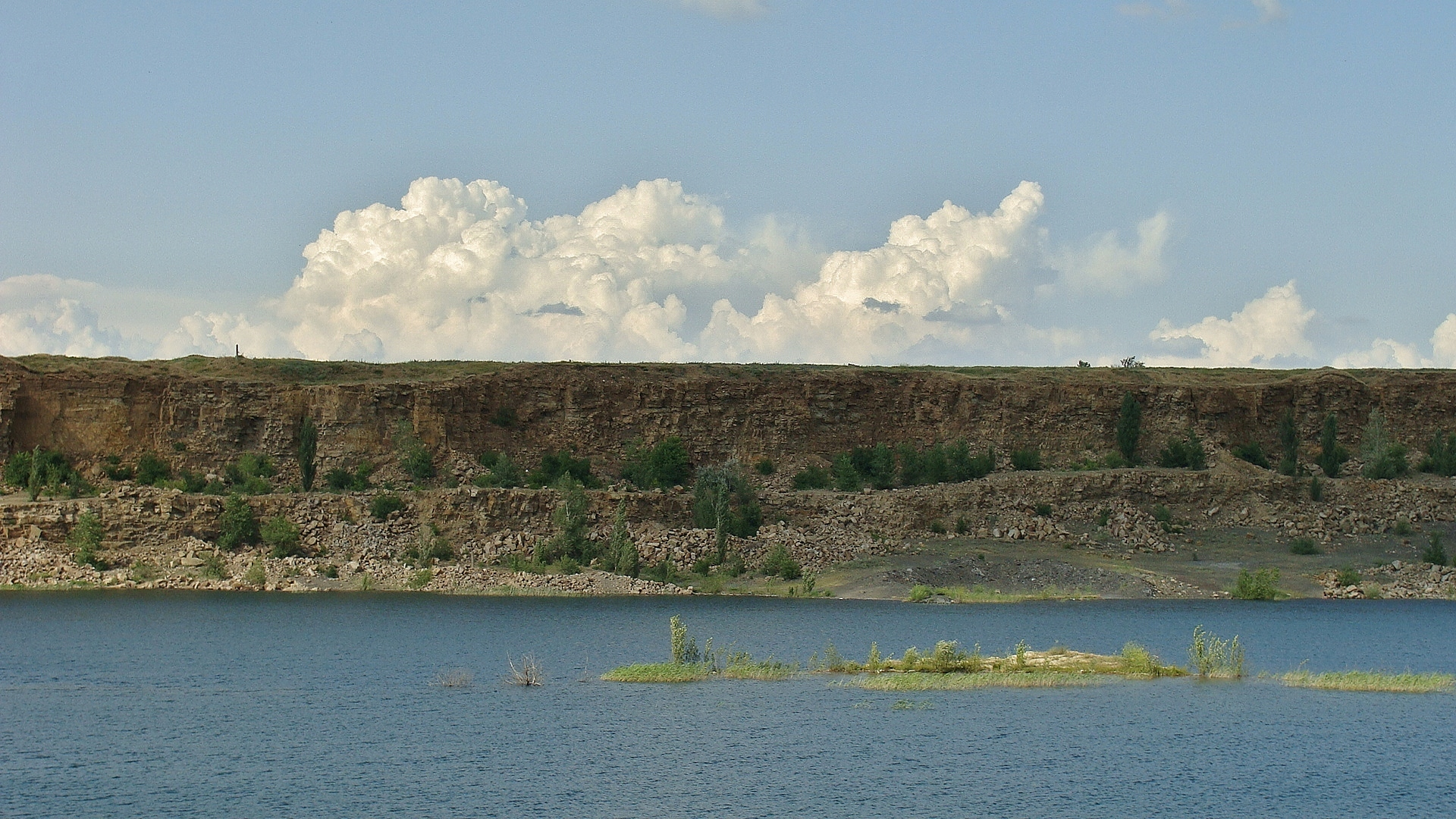
Cantera en Zuhres.
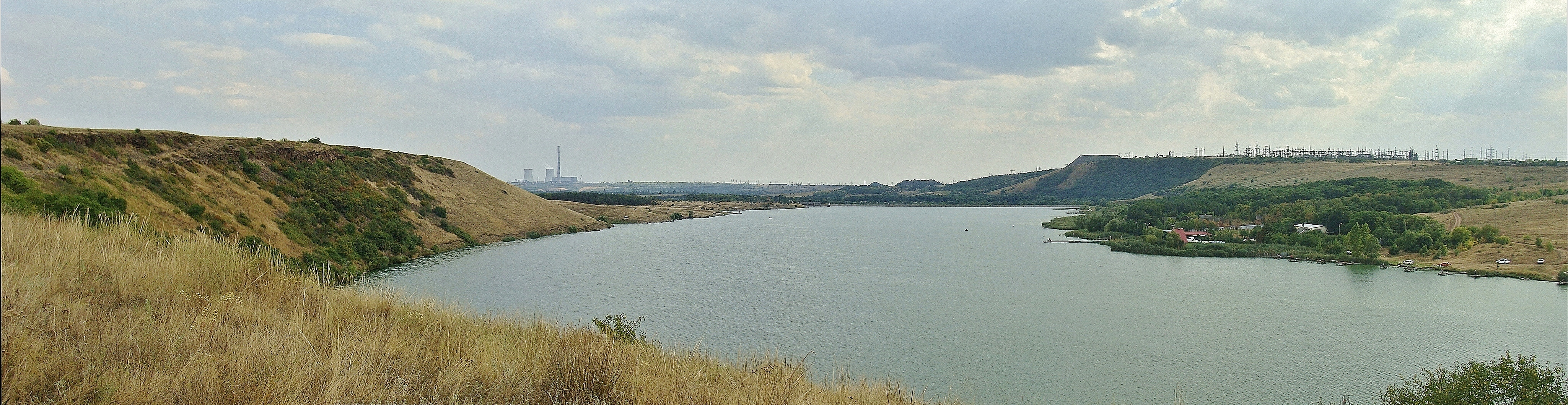
Embalse de Janzhónkivske en el río Krinka.
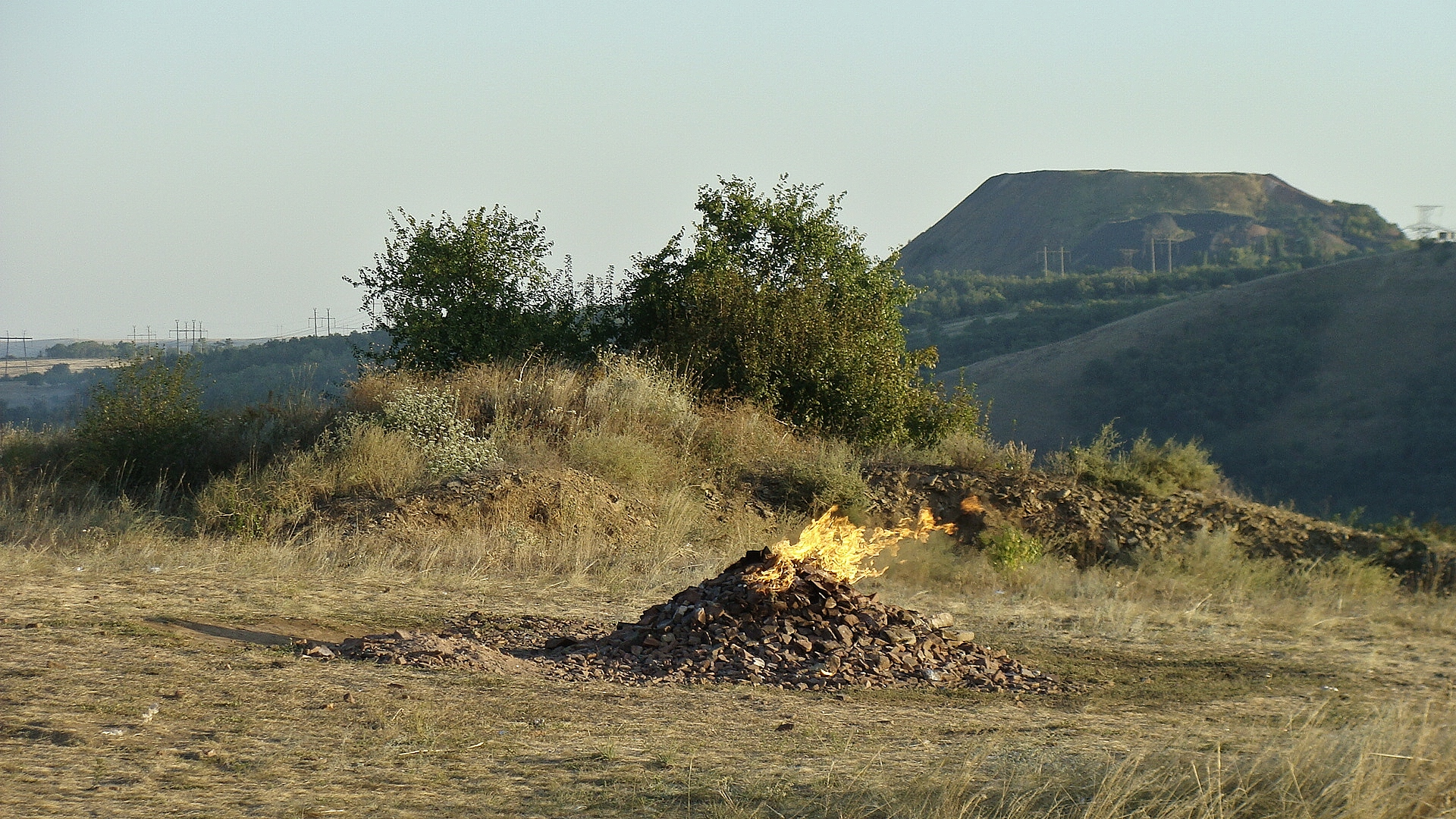
Escombrera.

## Red hidrográfica
Todas las corrientes de agua de la cordillera pueden ser divididas en tres grupos: al norte y al este, pertenecen a la cuenca del Séverski Donets, al sur, pertenecen a la del mar de Azov, y al oeste a la del Dniéper.
Por el norte y el este pasa el río Séverski Donets y sus afluentes, procedentes de la meseta central rusa y de las vertientes septentrionales y orientales de la cordillera de Donets.
En la parte meridional de la cordillera, los ríos pertenecen a la cuenca de la costa norte del mar de Azov, junto a los que vienen de la meseta de Azov.
Los ríos de la parte occidental pertenecen a la cuenca del Dniéper, cuyo sumidero pasa entre las vertientes de la cordillera y la meseta de Azov.

## Clima
La región de la cordillera está en el ámbito de clima continental con episodios de sequía y sujovéi: las masas de vientos procedentes de Asia y de las estepas del Bajo Volga condicionan las temperaturas bajas de invierno (vientos fríos) y el calor sofocante de verano (vientos secos y cálidos). 
La temperatura media del mes de enero oscila entre los −4 °C y los −6 °C, y la del mes de julio entre 21 °C y 23 °C. El volumen anual de precipitaciones es de entre 450 y 550 mm. En comparación con las localidades de los alrededores, el número de días de niebla, la capa de nieve depositada y las precipitaciones son mayores, mientras que las temperaturas medias son algo más bajas. En las laderas de la cordillera se observa la cliséride o pisos de vegetación.

## Vegetación
La cadena de montañas de Donets, con su relieve accidentado, sirvió como refugio de flora y fauna templadas durante las glaciaciones. Se descubrieron muchas plantas aisladas de sus zonas de hábitat en el Cáucaso, Crimea y Europa central.
El reino vegetal de la cadena de montañas de Donets está representado por flora esteparia en general, de bosques de estepa y por formaciones de flora típicas de zonas inundables.
En algunas zonas del centro de la cadena montañosa se han conservado bosques de tilos, fresnos, arces, robles y bosques en torrenteras (en la cuenca del río Krinka).
Los factores que afectan negativamente a la flora de la cordillera son los vientos secos y cálidos sobre la masa herbácea que provocan incendios, la extensión de pastizales para el ganado bovino y ovino y la contaminación química por aerosoles de naturaleza antropogénica.

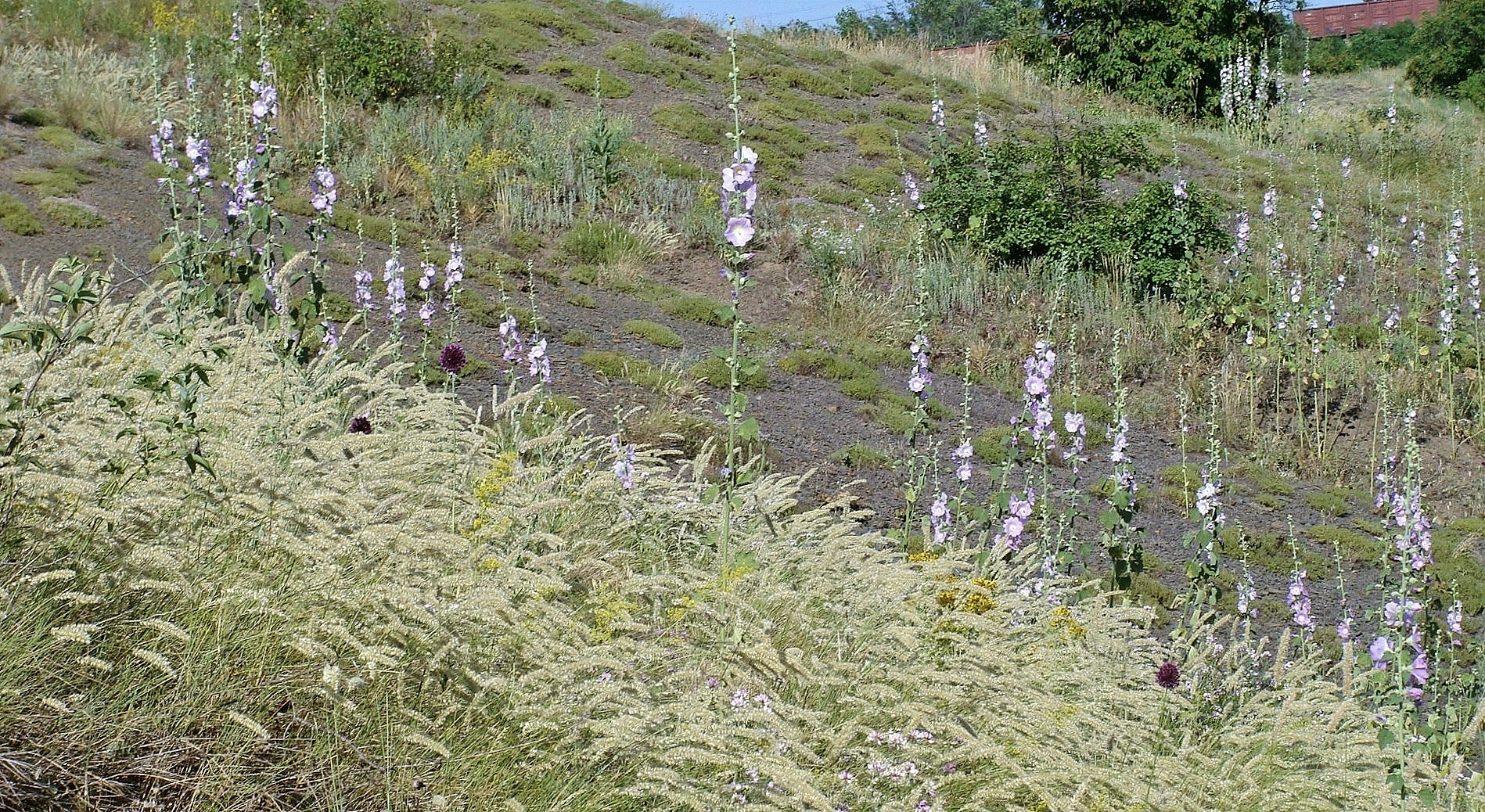
Flora de las vertientes de la cordillera.
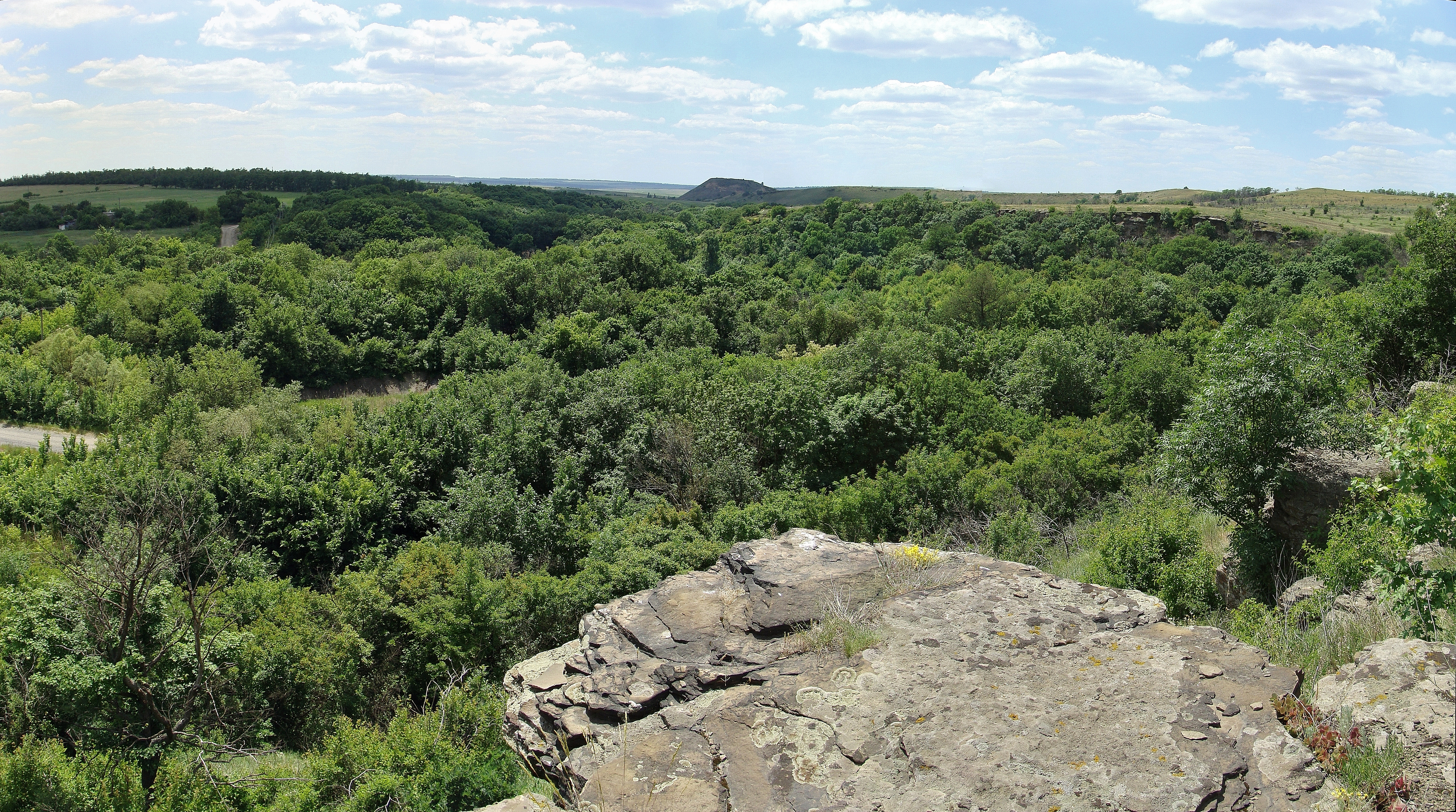
Bosque de torrentera.
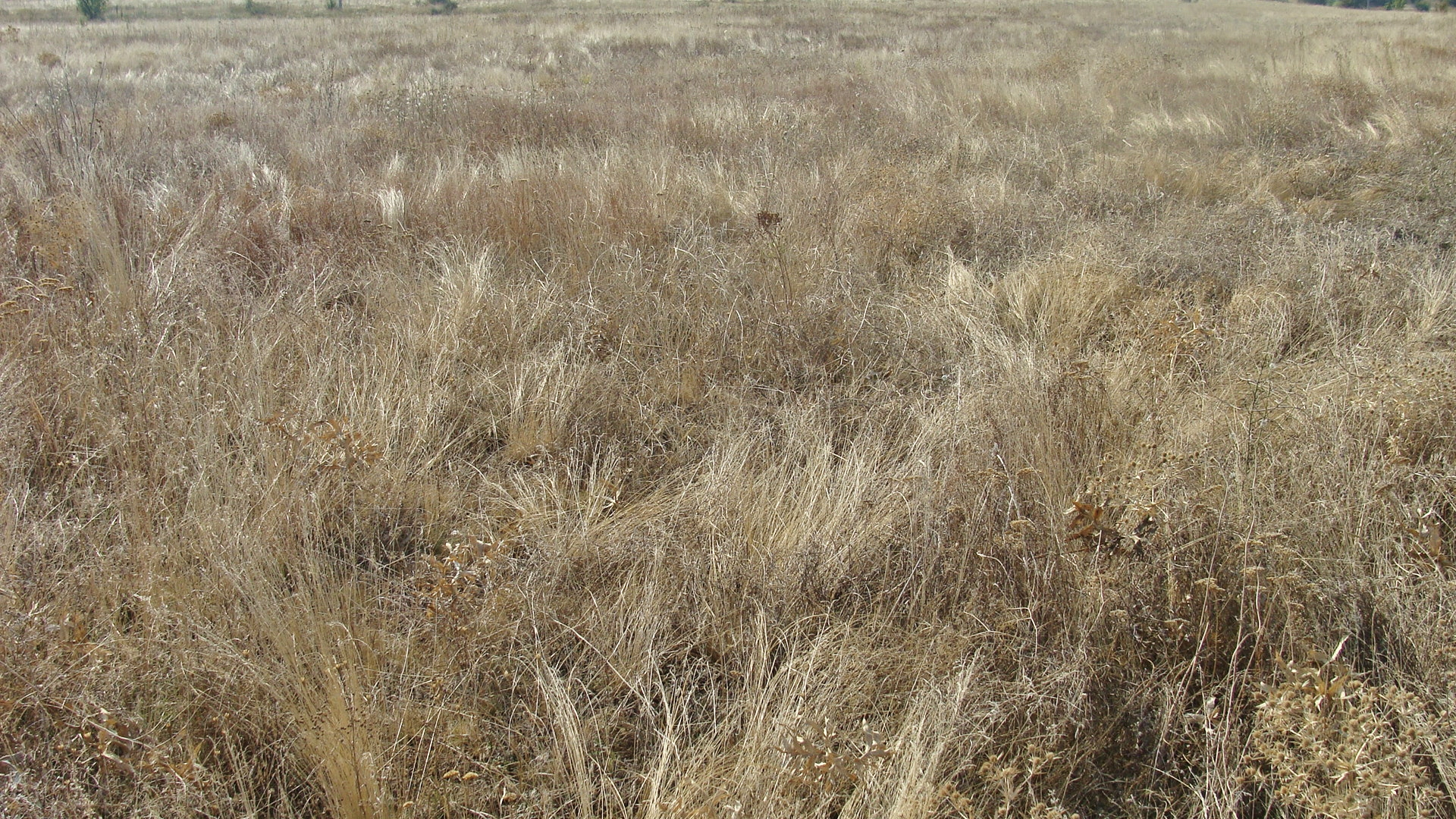
Gramíneas de estepa.

## Fauna
La fauna de la cordillera es la típica de la estepa y de los bosques esteparios, incluyendo a alrededor de 150 especies de insectos y 200 de vertebrados terrestres, de los que 15 están en la Lista Roja de especies amenazadas de Ucrania. Hay especies peculiares como el sicista (grande y pequeño), turón búlgaro, o el ánade tarro canelo.
La fauna cinegética es variada: alces, jabalíes, corzos, liebres, zorros, lobos y multitud de especies de pájaros.